# Šarlote Šķēle
Šarlote Šķēle (geboren am 29. März 2001) ist eine ehemalige lettische Skispringerin, lettische Rekordhalterin im Skispringen und einzige Lettin, die bei internationalen Skisprungwettbewerben Punkte erzielte.

## Werdegang
Ihr internationales Debüt gab Šarlote Šķēle im September 2013 bei einem sehr schwach besetzten FIS-Cup in Râșnov, wo sie sich auf dem 12. und dem 9. Platz platzieren konnte. Mit letzterer Platzierung schlug sie sogar das gesamte rumänische Team. In den nächsten Saisons trat sie im FIS-Cup erfolgreich in Râsnov und mit weniger guten Platzierungen in Villach an. Außerdem nahm sie mit Top-10-Platzierungen an FIS-Carpath-Cups teil.
Ab der Saison 2016/17 nahm Šķēle auch außerhalb Rumäniens und Österreichs an Wettkämpfen teil, wobei sie FIS- und Alpencups gewöhnlich in den Top 30 abschloss. In der Folge debütierte sie in Oberwiesenthal erfolglos im Continental-Cup und erzielte in Râsnov mit einem fünften Platz ihr bestes Ergebnis im FIS-Cup.
Bei den Nordischen Skiweltmeisterschaften 2017 in Lahti trat Šķēle ebenfalls an, wurde aber disqualifiziert.
Im Sommer der nächsten Saison sprang sie noch bei einigen Alpen-, Carpath- und FIS-Cup und holte dabei auch Punkte, beendete ihre Karriere jedoch kurz danach.
Sie ist Rekordhalterin mehrerer Schanzen in Lettland, Estland und Polen.